# 馬奎斯·葛里森姆
馬奎斯·迪昂·葛里森姆（英語：Marquis Deon Grissom，1967年4月17日—），為前美國職棒大聯盟的外野手。生涯曾效力過博覽會(今國民隊)、勇士、印地安人(今守護者隊)、釀酒人、道奇與巨人等隊。

## 職業生涯

### 蒙特婁博覽會
1988年大聯盟選秀，博覽會在第3輪76順位選進葛里森姆。他在小聯盟發展快速，1989年8月22日便登上大聯盟。他在1991年和1992年連莊國聯盜壘王，1993年和1994年連續入選明星賽。而他從1993年起更是連續拿下四座金手套獎。
1991年7月28日，葛里森姆在比賽中接殺飛球完成最後一個出局數，幫助丹尼斯·馬丁尼茲投出大聯盟史上第13場完全比賽。

### 亞特蘭大勇士
儘管1994年的博覽會戰績相當優異，但是該年的罷工事件卻讓他們沒有季後賽可打。後來球隊決定重建球隊，因此開始兜售自家球星。1995年4月，博覽會將葛里森姆交易到勇士，換來Esteban Yan、Roberto Kelly和Tony Tarasco。葛里森姆加入勇士的第一年就跟著球隊一路闖進世界大賽，並拿下世界大賽冠軍。1996年，勇士再次晉級世界大賽，不過最終輸給洋基。

### 克里夫蘭印地安人
1997年3月，勇士因為出現財政困難，因此將葛里森姆和大衛·賈斯提斯交易到印地安人，換來Kenny Lofton和Alan Embree。葛里森姆在美聯冠軍賽拿下MVP，可惜球隊在世界大賽輸給馬林魚。不過葛里森姆仍舊達成世界大賽連續15場比賽敲安的紀錄，在大聯盟歷史上僅次於洋基的漢克·鮑爾。

### 生涯後期
球季結束後，印地安人將成為自由球員的Kenny Lofton簽回來，並將葛里森姆和Jeff Juden交易到釀酒人，換來Ben McDonald、Ron Villone和Mike Fetters。不過葛里森姆的表現逐年下滑，因此球隊在2001年將他交易到道奇，換來Devon White。2002年9月16日，葛里森姆在9局接殺了Rich Aurilia可能的追平轟。而巨人雖然在該年世界大賽失利，但他們看上了葛里森姆的表現，因此在2003年將他簽下。而他在巨人的前兩年表現不錯，2003年還幫助巨人拿下分區冠軍。可惜他在2005年表現再度衰退，2006年，小熊與他簽下小聯盟合約，並邀請他參加春訓。不過葛里森姆最後沒有成功回到大聯盟，因此他決定在3月28日宣布退休。
2011年，葛里森姆首度獲得名人堂票選資格，不過他最終僅獲得4票。

### 教練生涯
葛里森姆曾在2009年擔任國民隊的一壘指導教練。球季結束後，由Dan Radison接替他的工作。

## 生涯打擊成績
| 出賽次數 | 打席 | 打數 | 得分 | 安打 | 二安 | 三安 | 全壘打 | 打點 | 盜壘 | 保送 | 三振 | 打擊率 | 上壘率 | 長打率 | OPS  |
| -------- | ---- | ---- | ---- | ---- | ---- | ---- | ------ | ---- | ---- | ---- | ---- | ------ | ------ | ------ | ---- |
| 2165     | 8959 | 8275 | 1187 | 2251 | 386  | 56   | 227    | 967  | 429  | 553  | 1240 | .272   | .318   | .415   | .732 |

## 個人生活
葛里森姆目前已婚，並育有5名子女。其中他的兒子馬奎斯二世目前在喬治亞理工大學棒球隊打球。葛里森姆有14個兄弟姐妹，他在打職棒期間甚至還給他每個兄弟姐妹和父母一人一間房子。
退休之後，葛里森姆創立非營利的棒球協會，目前在亞特蘭大地區指導青少年棒球。他的弟弟安東尼奧曾在費城人小聯盟農場打球過。

## 外部連結
- 球員資訊和成績在MLB，ESPN，Baseball-Reference，Fangraphs（英文）